# Alcyonium aurantiacum
Alcyonium aurantiacum is een zachte koraalsoort uit de familie Alcyoniidae. De koraalsoort komt uit het geslacht Alcyonium. Alcyonium aurantiacum werd in 1834 voor het eerst wetenschappelijk beschreven door Quoy & Gaimard. 